# WTA-toernooi van San Luis Potosí
Het WTA-toernooi van San Luis Potosí is een jaarlijks terugkerend tennistoernooi voor vrouwen dat 
wordt georganiseerd in de Mexicaanse stad San Luis Potosí. De officiële naam van het toernooi is San Luis Potosí Open.
De WTA organiseert het toernooi, dat in de categorie "WTA 125" valt en wordt gespeeld op gravelbanen.
De eerste editie vond plaats in 2023 en werd gewonnen door de Italiaanse Elisabetta Cocciaretto.

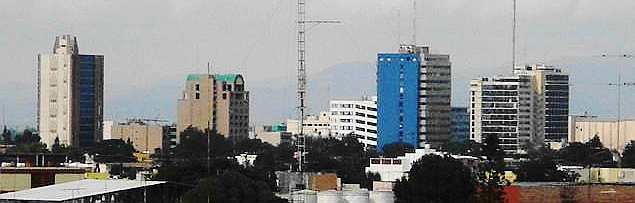
Aanzicht van San Luis Potosí

## Finales

### Enkelspel
| Datum      | Naam                 | Cat.    | ($)     | Ondergrond     | Winnares               | Verliezend finaliste | Uitslag       |         |
| ---------- | -------------------- | ------- | ------- | -------------- | ---------------------- | -------------------- | ------------- | ------- |
| 2023-03-27 | San Luis Potosí Open | WTA 125 | 115.000 | gravel, buiten | Elisabetta Cocciaretto | Sara Errani          | 5-7, 6-4, 7-5 | details |
| 2024-03-25 | San Luis Open        | WTA 125 | 115.000 | gravel, buiten | Nadia Podoroska        | Francesca Jones      | 6-1, 6-2      | details |

### Dubbelspel
| Datum      | Naam                 | Cat.    | ($)     | Ondergrond     | Winnaressen                 | Verliezend finalistes               | Uitslag   |         |
| ---------- | -------------------- | ------- | ------- | -------------- | --------------------------- | ----------------------------------- | --------- | ------- |
| 2023-03-27 | San Luis Potosí Open | WTA 125 | 115.000 | gravel, buiten | Aliona Bolsova Andrea Gámiz | Oksana Kalasjnikova Katarzyna Piter | 7-6, 6-4  | details |
| 2024-03-25 | San Luis Open        | WTA 125 | 115.000 | gravel, buiten | Anna Bondár Tamara Zidanšek | Laura Pigossi Katarzyna Piter       | walk-over | details |